# Parrocchie civili dell'Isola di Wight
Questa è una lista delle parrocchie civili dell'Isola di Wight, Inghilterra.
- Arreton
- Bembridge
- Brading (town council)
- Brighstone
- Calbourne, Newtown and Porchfield
- Chale
- Chillerton and Gatcombe
- Cowes (town council)
- East Cowes (town council) (1998)
- Fishbourne (2006)
- Freshwater
- Godshill
- Gurnard
- Havenstreet and Ashey (2006)
- Lake
- Nettlestone and Seaview
- Newchurch
- Newport and Carisbrooke (town council)
- Niton and Whitwell
- Northwood
- Rookley
- Ryde (town council)
- Sandown (town council)
- Shalfleet
- Shanklin (town council)
- Shorwell
- St Helens
- Totland
- Ventnor (town council)
- Whippingham
- Wootton  Bridge
- Wroxall
- Yarmouth (town council)

## Fonti
- Children of Isle of Wight Council, su mapit.mysociety.org, Mapit. URL consultato il 27 set 2021.
- Office for National Statistics (ONS) - Liste geografiche, su statistics.gov.uk. URL consultato il 29 dicembre 2008 (archiviato dall'url originale il 3 dicembre 2003).
- Consiglio dell'Isola di Wight, su iwight.com. URL consultato il 29 dicembre 2008 (archiviato dall'url originale il 15 marzo 2005).